# Who Needs You
Who Needs You (español: Quién te necesita) es una canción del grupo musical Queen compuesta por John Deacon para el álbum News of the World de 1977.
La letra, cantada por Freddie Mercury, resulta ser casi una ironía en sí misma tomando en cuenta el estilo de la canción, una canción con una melodía relajante, casi romántica, pero con una letra muy directa y que contrasta demasiado con lo que uno se esperaría al escuchar la simple melodía.
Contiene una frase en español (Oh, Muchachos) justo antes del solo de guitarra acústica.
Nunca fue interpretada en directo pero es una clara muestra de la variedad de géneros musicales empleados por Queen, lo que la hacía una banda muy variada, dispuesta siempre a innovar.

## Instrumentación
- Mercury: voz, coros, maracas y cencerro.
- Deacon: bajo y guitarra acústica.
- May: solo de guitarra acústica y guitarra líder.
- Taylor: batería, bongós.

- Datos: Q1464669